# Discografia de Il Volo
A discografia do trio pop operático italiano Il Volo abrange quatro álbuns de estúdio, quatro álbuns ao vivo, um álbum de compilação, dois extended plays (EPs) e sete singles. O grupo já emplacou várias canções e trabalhos nas principais paradas musicais do planeta, incluindo Itália, Argentina, Bélgica, Estados Unidos e França. 

## Discografia

### Álbuns de estúdio
| Ano  | Álbum | Melhores Posições | Melhores Posições | Melhores Posições | Melhores Posições | Melhores Posições | Melhores Posições | Melhores Posições | Vendagem                                               | Certificações  |
| Ano  | Álbum | ITA               | ALE               | AUT               | BEL               | EUA               | EUA Classical     | FRA               | Vendagem                                               | Certificações  |
| ---- | --- | ----------------- | ----------------- | ----------------- | ----------------- | ----------------- | ----------------- | ----------------- | ------------------------------------------------------ | -------------- |
| 2010 | Il Volo - Lançamento: 30 de novembro de 2010 - Gravadora: Geffen - Formato(s): CD, download digital                         | 6                 | 8                 | 1                 | 3                 | 10                | 1                 | 10                | - : 60 000 - : 10 000 - : 229 000 - : 50 000 - : 7 500 |                |
| 2012 | We Are Love - Lançamento: 19 de novembro de 2012 - Gravadora: Geffen - Formato(s): CD, download digital                     | 46                | —                 | —                 | 136               | 100               | 2                 | 189               |                                                        |                |
| 2013 | Buon Natale: The Christmas Album - Lançamento: 22 de outubro de 2013 - Gravadora: Geffen - Formato(s): CD, download digital | 20                | —                 | —                 | 162               | 39                | 1                 | —                 | - : 25 000                                             |                |
| 2015 | L'amore si muove - Lançamento: 25 de setembro de 2015 - Gravadora: Sony Music Latin - Formato(s): CD, download digital      | 1                 | —                 | —                 | 127               | —                 | 14                | —                 | - : 100 000                                            | - : 2× Platina |

### Álbuns ao vivo
| Ano  | Álbum | Melhores Posições | Melhores Posições | Melhores Posições | Melhores Posições | Melhores Posições | Melhores Posições | Vendagem | Certificações |
| Ano  | Álbum | ITA               | BEL               | EUA               | EUA Classical     | GBR Classical     | MEX               | Vendagem | Certificações |
| ---- | --- | ----------------- | ----------------- | ----------------- | ----------------- | ----------------- | ----------------- | -------- | ------------- |
| 2012 | Il Volo Takes Flight - Lançamento: 28 de fevereiro de 2012 - Gravadora: Geffen - Formato: CD, DVD, download digital                                  | 37                | 95                | 85                | 1                 | —                 | 31                |          |               |
| 2013 | We Are Love: Live from The Fillmore Miami Beach - Lançamento: 6 de agosto de 2013 - Gravadora: Geffen - Formato: CD, DVD, download digital           | —                 | —                 | —                 | 12                | —                 | —                 |          |               |
| 2015 | Live a Pompei - Lançamento: 27 de novembro de 2015 - Gravadora: Sony Music Latin - Formato: CD, DVD, download digital                                | 26                | —                 | —                 | —                 | —                 | —                 |          |               |
| 2016 | Notte Magica - A Tribute to the Three Tenors - Lançamento: 30 de setembro de 2016 - Gravadora: Sony Masterworks - Formato: CD, DVD, download digital | 2                 | 74                | 186               | 1                 | 16                | 9                 |          |               |

### Álbuns de compilação
| Ano  | Álbum | Melhores Posições | Melhores Posições | Melhores Posições | Vendagem | Certificações |
| Ano  | Álbum | ITA               | EUA               | EUA Classical     | Vendagem | Certificações |
| ---- | --- | ----------------- | ----------------- | ----------------- | -------- | ------------- |
| 2015 | The Platinum Collection - Lançamento: 12 de fevereiro de 2015 - Gravadora: Universal - Formato(s): CD, download digital | 13                | —                 | —                 | - 25 000 | - Ouro        |

## Singles
| Ano  | Título                             | Melhores Posições | Melhores Posições | Melhores Posições | Melhores Posições | Melhores Posições | Melhores Posições | Melhores Posições | Certificações | Álbum                         |
| Ano  | Título                             | ITA               | ALE               | AUT               | BEL               | EUA Classical     | EUA World         | FRA               | Certificações | Álbum                         |
| ---- | ---------------------------------- | ----------------- | ----------------- | ----------------- | ----------------- | ----------------- | ----------------- | ----------------- | ------------- | ----------------------------- |
| 2011 | "O Sole Mio"                       | —                 | —                 | 55                | —                 | 1                 | 2                 | —                 |               | Il Volo                       |
| 2011 | "Hasta El Final"                   | —                 | —                 | —                 | —                 | —                 | —                 | —                 |               | Il Volo (Edición en Español)  |
| 2013 | "Constantemente Mía" (com Belinda) | —                 | —                 | —                 | —                 | —                 | —                 | —                 |               | Más Que Amor                  |
| 2013 | "El Triste"                        | —                 | —                 | —                 | —                 | 10                | —                 | —                 |               | Más Que Amor (Edición Deluxe) |
| 2015 | "Grande amore"                     | 1                 | 54                | 5                 | 42                | 6                 | —                 | 145               |               | Grande Amore                  |
| 2015 | "L'amore si muove"                 | —                 | —                 | —                 | —                 | —                 | —                 | —                 |               | L'amore si muove              |
| 2015 | "Per te ci sarò"                   | —                 | —                 | —                 | —                 | —                 | —                 | —                 |               | L'amore si muove              |
| 2015 | "Si Me Falta Tu Mirada"            | —                 | —                 | —                 | —                 | —                 | —                 | —                 |               | Grande Amore                  |
| 2016 | "Tornerà l'amore"                  | —                 | —                 | —                 | —                 | —                 | —                 | —                 |               | L'amore si muove              |